# Sailor Springs (Illinois)
Sailor Springs est un village du comté de Clay dans l'Illinois, aux États-Unis,. Il est incorporé le 18 février 1893. Louisville, le siège du comté, est située 13 km à l'ouest.

## Démographie
Lors du recensement de 2010, le village comptait une population de 95 habitants. Elle est estimée, en 2016, à 92 habitants.

## Source de la traduction
- (en) Cet article est partiellement ou en totalité issu de l’article de Wikipédia en anglais intitulé « Sailor Springs, Illinois » (voir la liste des auteurs).